# Kastanjemal
Kastanjemal (Cameraria ohridella) är en fjärilsart som beskrevs av Gerfried Deschka och Dimic 1986. Kastanjemal ingår i släktet Cameraria och familjen styltmalar.

## Historia
Den vetenskapliga beskrivningen utfördes med hjälp av individer som hittades under 1970-talet vid Ohridsjön i dagens Nordmakedonien. Därför fick arten det vetenskapliga namnet Cameraria ohridella. Fram till 2002 nådde malen alla andra stater med kastanjer i Centraleuropa, inklusive Ukraina och Turkiet. Enligt en studie från 2005 som främst tog hänsyn till kastanjemalens levnadssätt är arten introducerad från ett exotiskt område. I avhandlingen påpekades dessutom att insekten saknar naturliga fiender vad som är ovanlig för ursprungliga djur. Genetiska studier som utfördes 2017 visar däremot att arten har sina hemtrakter i södra Balkan. Torkade delar (herbarium) av hästkastanj som förvaras sedan länge i olika samlingar visade skador som liknar de skador som kastanjemalen orsakar.

## Utbredning
Artens utbredningsområde är:
- Albanien.
- Österrike.
- Liechtenstein.
- Belgien.
- Luxemburg.
- Litauen.
- Bulgarien.
- Tjeckien.
- Slovakien.
- Danmark.
- Frankrike.
- Tyskland.
- Grekland.
- Ungern.
- Italien.
- Nederländerna.
- Polen.
- Rumänien.
- Spanien.
- Sverige.
- Schweiz.
- Ukraina.
- Kroatien.
- Serbien.
- Slovenien.

Arten är reproducerande i Sverige. Inga underarter finns listade i Catalogue of Life.

## Bildgalleri

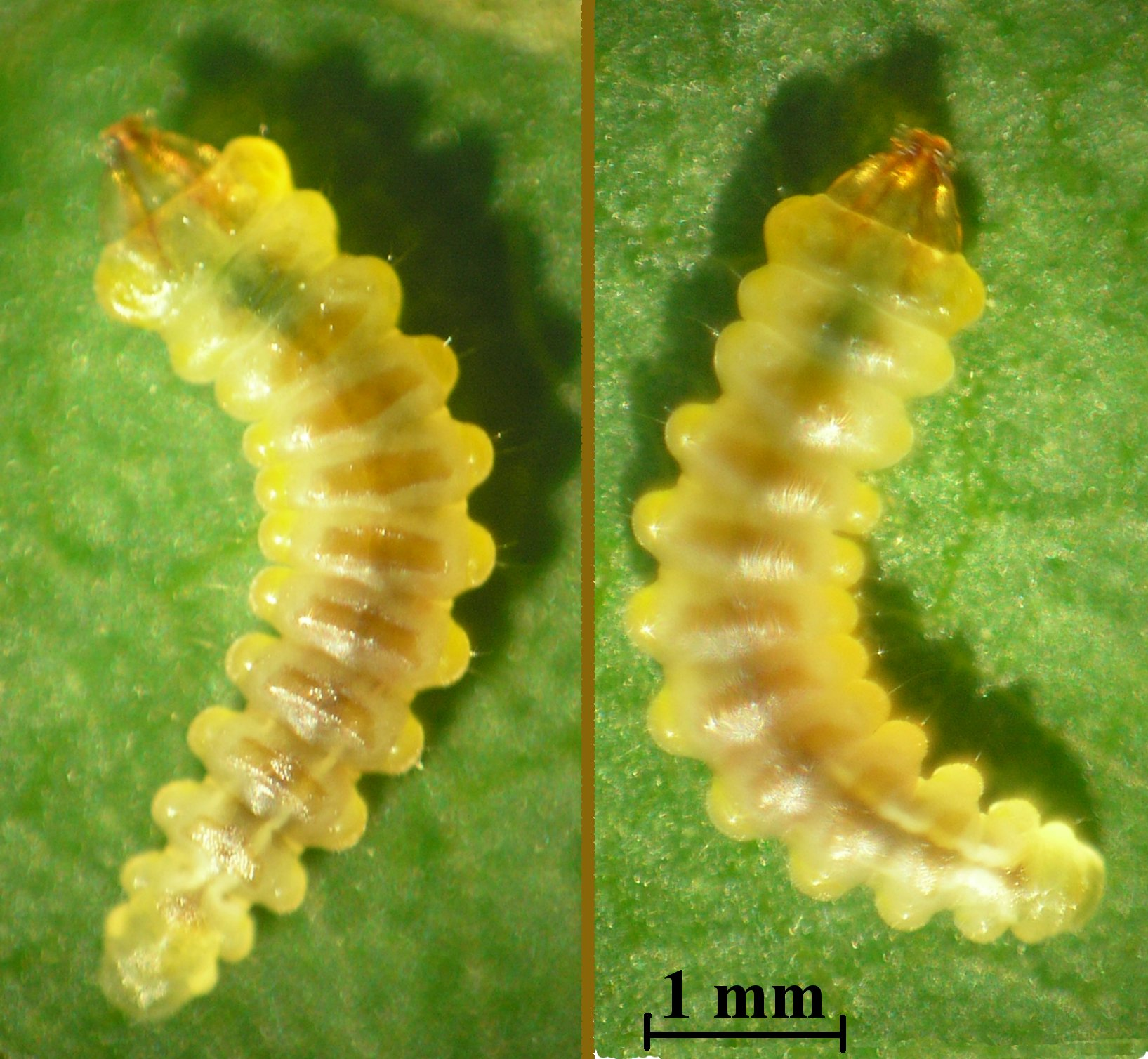
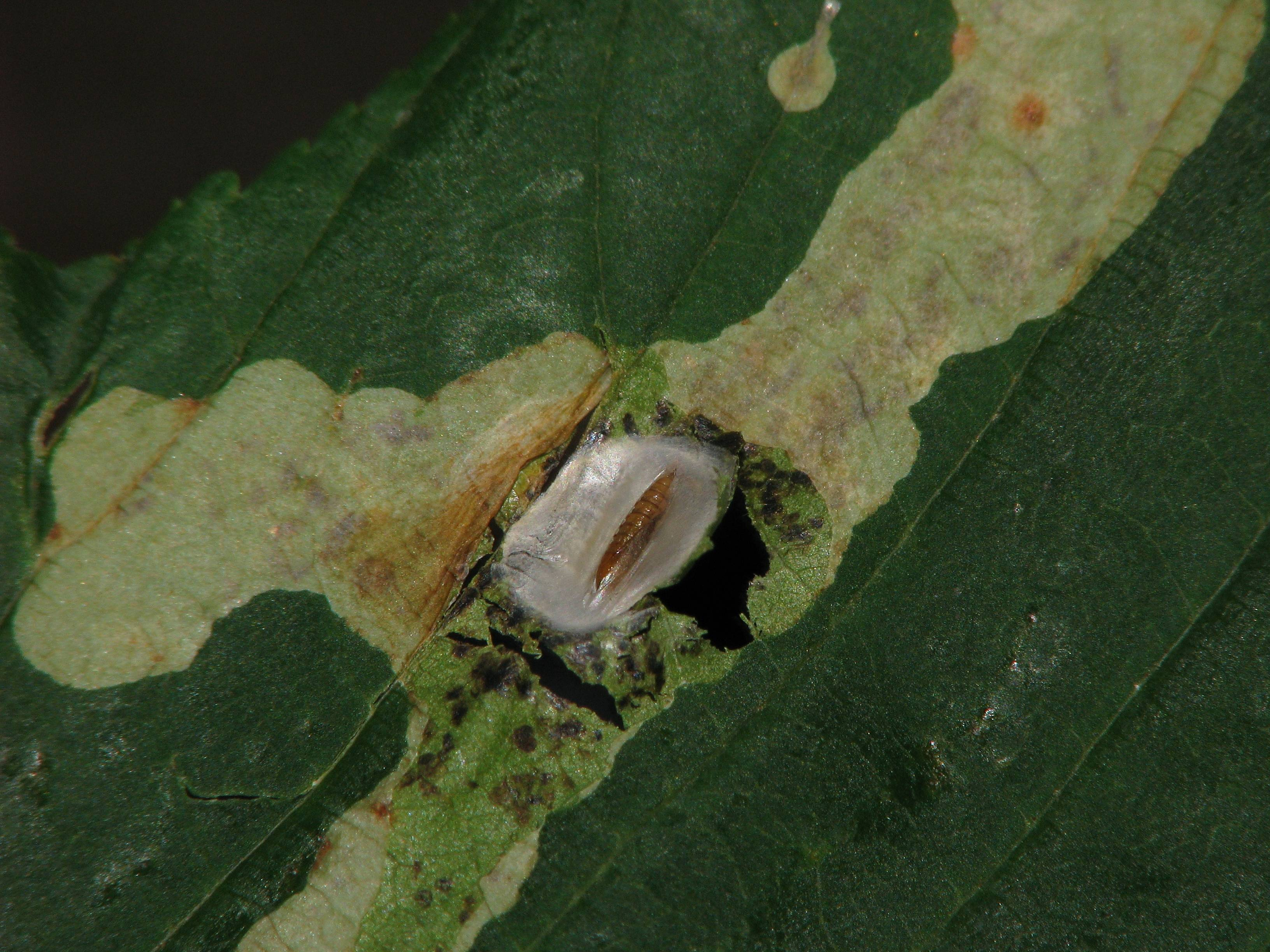
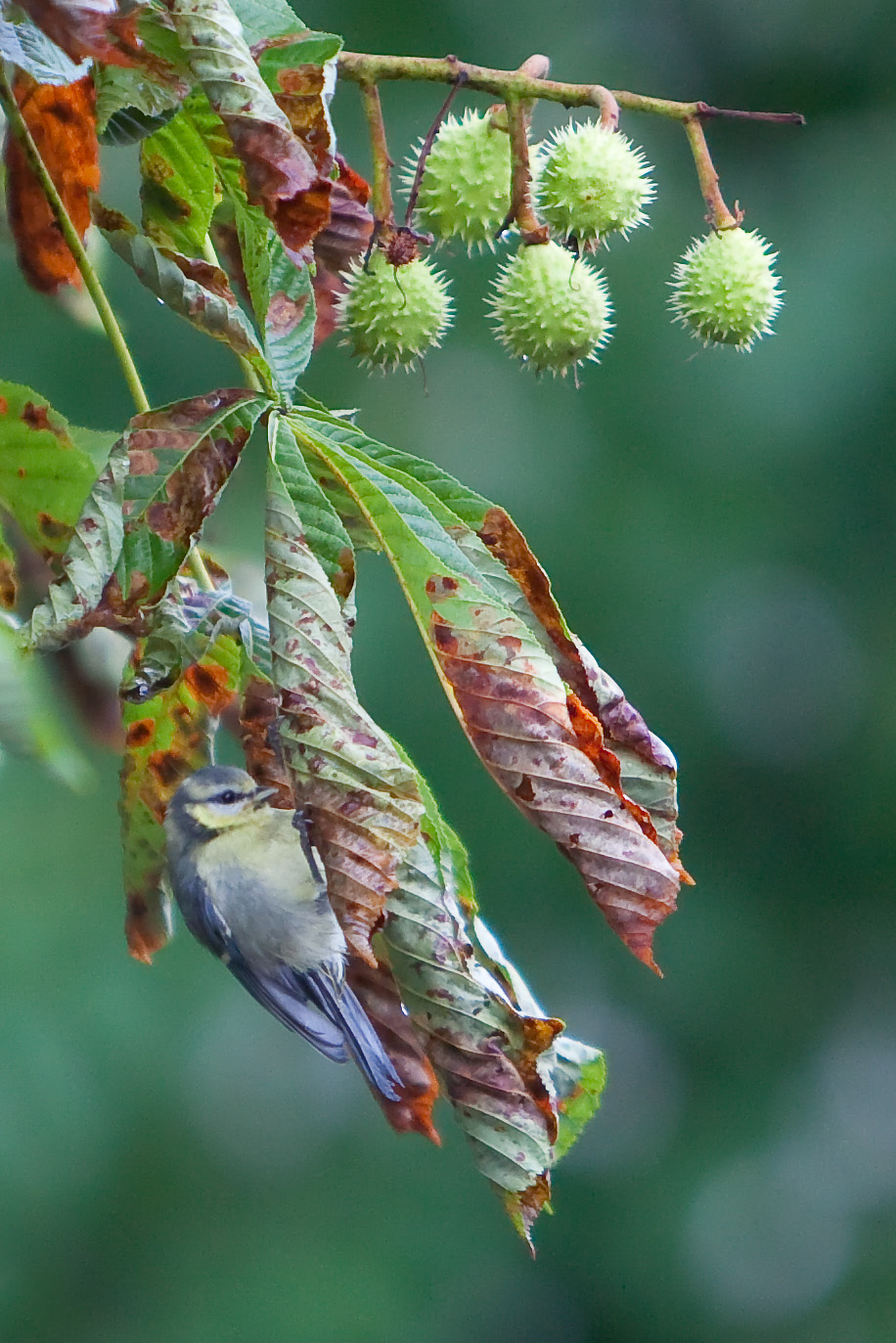
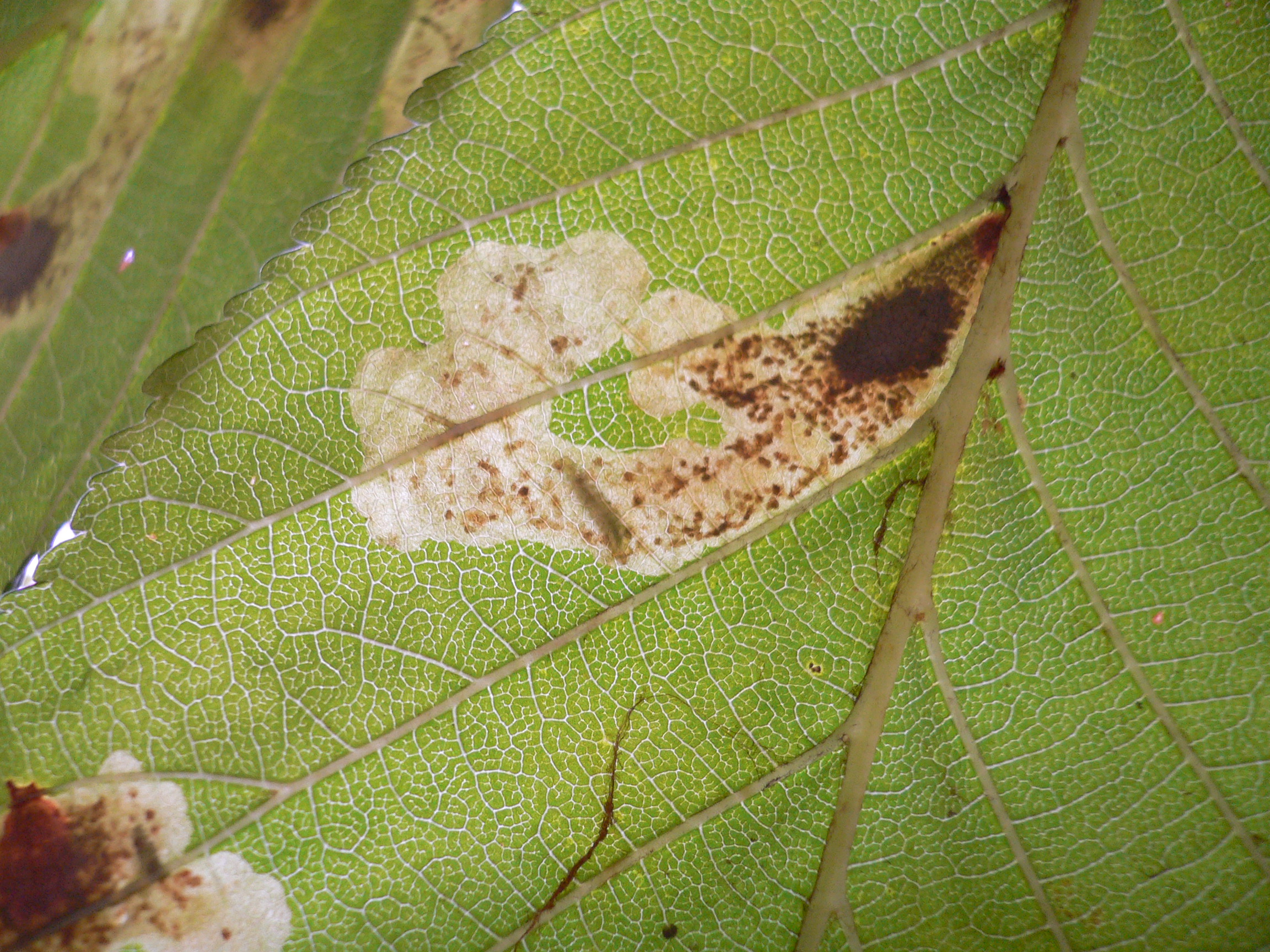
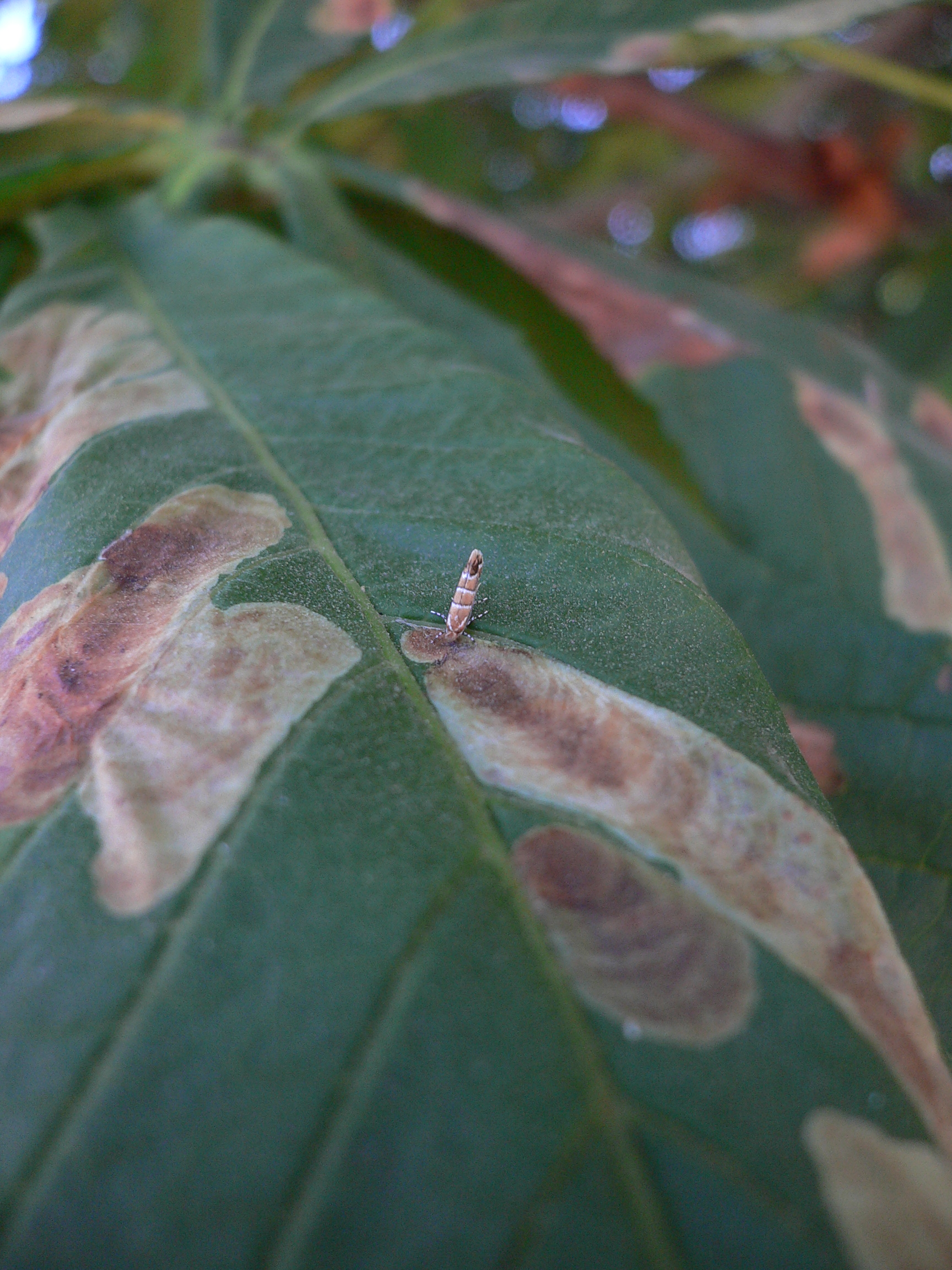